# Arnaldo Guinle
Arnaldo Guinle (Rio de Janeiro, 2 de março de 1884 — Rio de Janeiro, 26 de agosto de 1963) foi um dirigente esportivo do Fluminense Football Club, filho de Eduardo Pallasim Guinle e Guilhermina Coutinho da Silva. Promoveu grandes empreendimentos no clube, tendo por isso recebido o mais alto reconhecimento, o título de "patrono", aprovado em 17 de julho de 1920, em Assembleia Geral.

## Gestão

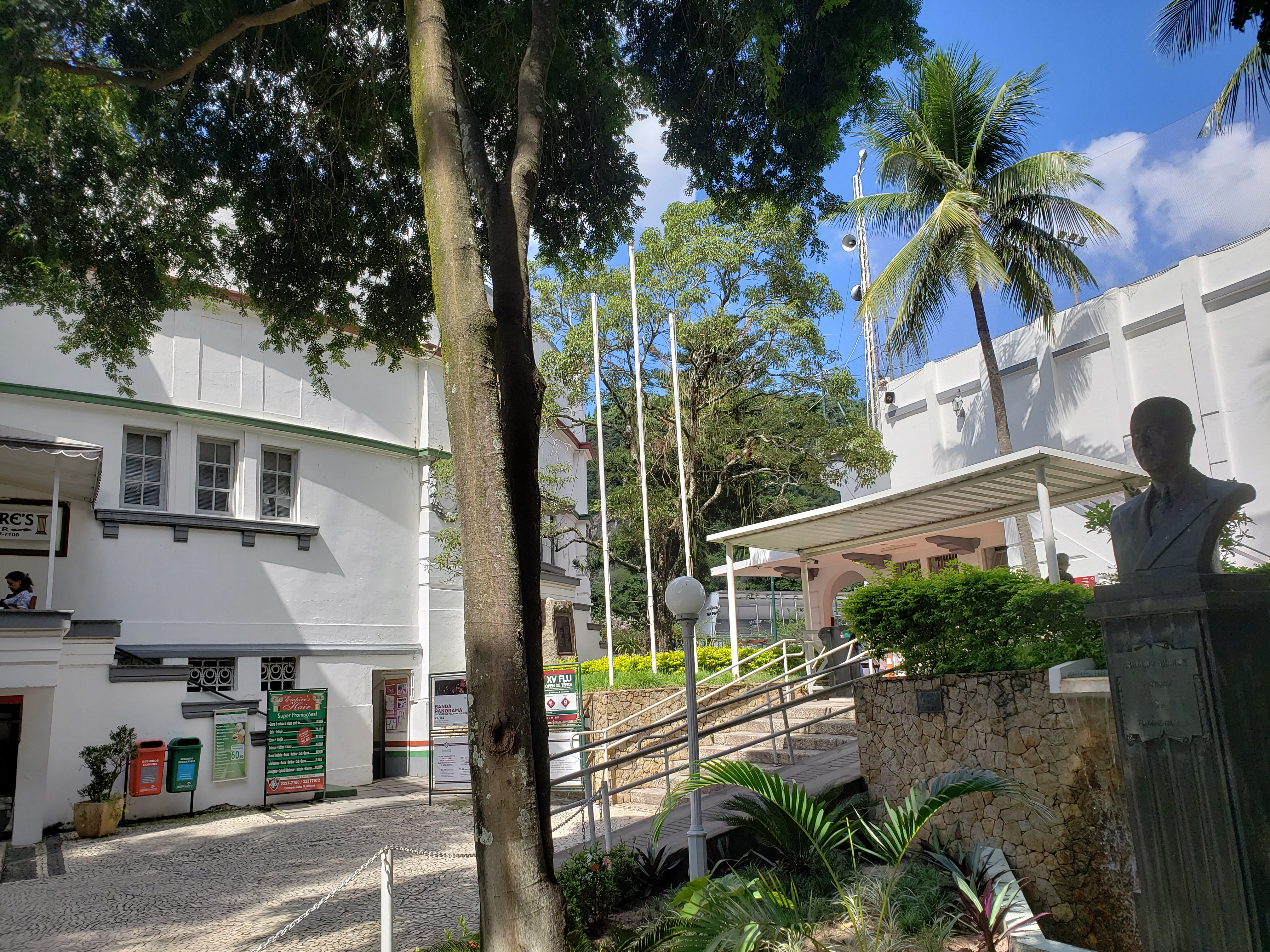
Busto de Arnaldo Guinle no Fluminense.

Admitido em 10 de outubro de 1902, Guinle foi o 48º sócio do clube. Remido em 30 de maio de 1915 e benemérito em 4 de janeiro de 1916, assumiu a presidência do clube em 18 de abril do mesmo ano, permanecendo no cargo até 1930, devido à renúncia de Joaquim da Cunha Freire Sobrinho.
Arnaldo se destacou por ter construído o primeiro estádio do Brasil para grandes públicos. Construiu também a primeira piscina em um clube de futebol brasileiro, o ginásio, o estande de tiro desportivo, o estádio de tênis, uma das mais belas sedes de clube de futebol no Brasil, com instalação de vitrais franceses, lustre de cristal e pinturas art nouveau. Também foi ele o maior responsável pela fundação do Iate Clube do Rio de Janeiro — então surgido como Fluminense Yacht Club — em 25 de março de 1920, na sede do Fluminense Football Club, por 28 sócios deste clube que, liderados por Arnaldo, almejavam uma entidade para práticas náuticas.
Deu apoio incondicional ao futebol do clube, que vivenciou seu segundo tricampeonato. Criou ainda o Conselho Deliberativo, o primeiro em um clube brasileiro, e o Natal das crianças pobres, iniciado em 1923.
Arnaldo foi um dos mais fortes participantes do movimento de implantação do profissionalismo no esporte carioca. Quase no fim de sua gestão, o Fluminense recebeu a visita do Rei Eduardo VIII, o Príncipe de Gales e, mais tarde, a do Príncipe Jorge. A comissão de festejos do Ministério do Exterior incumbiu o Fluminense de organizar uma partida de futebol em homenagem aos ilustres visitantes. Sob o patrocínio do Fluminense Football Club enfrentaram-se, em 6 de abril de 1931, os paulistas e cariocas, tendo sido o placar de 1 a 6.
Arnaldo Guinle retornou à presidência do clube no triênio 1943–1945, quando desenvolveu as reuniões sociais, conseguindo que o quadro social atingisse a marca dos 7.834 associados.
Guinle também presidiu órgãos como a antiga Confederação Brasileira de Desportos (CBD), entre 1916 e 1920, e a extinta Associação Metropolitana de Esportes Athleticos (AMEA) durante toda a sua existência, entre os anos de 1924 e 1933.